# 792 (numero)
Settecentonovantadue (792) è il numero naturale dopo il 791 e prima del 793.

## Proprietà matematiche
- È un numero pari.
- È un numero composto, con 24 divisori: 1, 2, 3, 4, 6, 8, 9, 11, 12, 18, 22, 24, 33, 36, 44, 66, 72, 88, 99, 132, 198, 264, 396, 792 . Poiché la somma dei suoi divisori (escluso il numero stesso) è 1548 > 792, è un numero abbondante.
- È un numero semiperfetto in quanto pari alla somma di alcuni (o tutti) i suoi divisori.
- È un numero intoccabile.
- È un numero pratico.
- È un numero congruente.
- È un numero malvagio.
- È un numero di Harshad nel sistema numerico decimale.
- È un numero palindromo e un numero a cifra ripetuta nel sistema di numerazione posizionale a base 32 (OO) e in quello a base 35 (MM).
- È parte delle terne pitagoriche (69, 792, 795), (160, 792, 808), (231, 792, 825), (330, 792, 858), (406, 792, 890), (510, 792, 942), (594, 792, 990), (715, 792, 1067), (792, 806, 1130), (792, 945, 1233), (792, 1056, 1320), (792, 1175, 1417), (792, 1344, 1560), (792, 1485, 1683), (792, 1694, 1870), (792, 1855, 2017), (792, 2106, 2250), (792, 2310, 2442), (792, 2850, 2958), (792, 3219, 3315), (792, 3520, 3608), (792, 4320, 4392), (792, 4719, 4785), (792, 5781, 5835), (792, 6510, 6558), (792, 7106, 7150), (792, 8694, 8730), (792, 9785, 9817), (792, 13056, 13080), (792, 14245, 14267), (792, 17415, 17433), (792, 19594, 19610), (792, 26130, 26142), (792, 39200, 39208), (792, 52269, 52275), (792, 78406, 78410), (792, 156815, 156817).

## Astronomia
- 792 Metcalfia è un asteroide della fascia principale del sistema solare.
- NGC 792 è una galassia lenticolare della costellazione dell'Ariete.

## Astronautica
- Cosmos 792 (Strela-1M) è un satellite artificiale russo.

## Altri ambiti
- La Route nationale 792 è una strada statale della Francia.